# Giedroyć
Giedroyć ist ein Familienname. Zu Herkunft und Bedeutung siehe Giedroyć (Adelsgeschlecht).

## Namensträger
- Coky Giedroyc (* 1963), englische Regisseurin
- Jerzy Giedroyc (1906–2000), polnischer Politiker und Publizist
- Mel Giedroyc (* 1968), britische Schauspielerin und Moderatorin
- Stanislovas Giedraitis (* 1947), litauischer Politiker